# Asterinella pseudospondiadis
Asterinella pseudospondiadis är en svampart som beskrevs av Hansf. 1945. Asterinella pseudospondiadis ingår i släktet Asterinella och familjen Microthyriaceae.   Inga underarter finns listade i Catalogue of Life.